# Wolne Miasto Gdańsk (1807–1814)

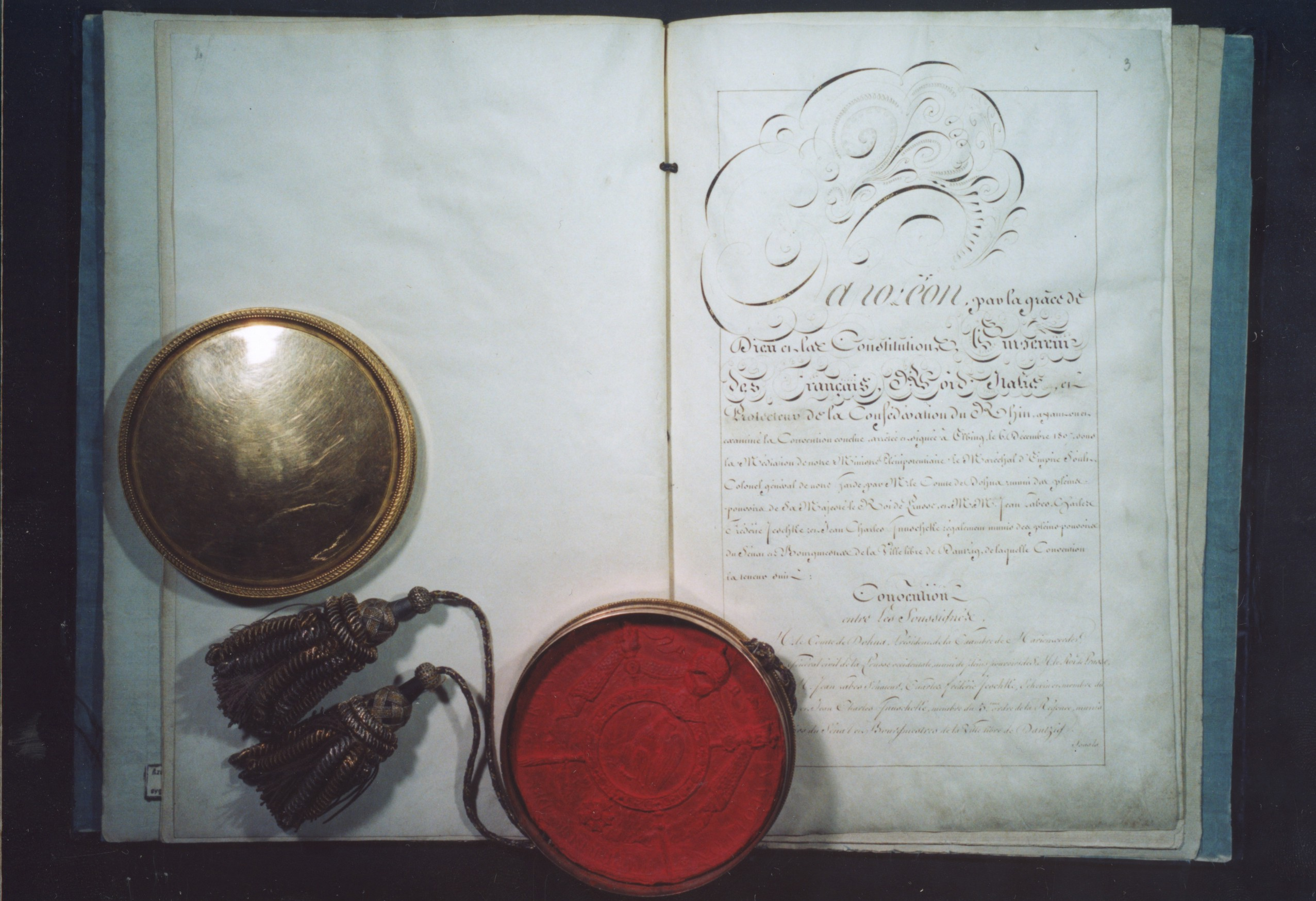
Ratyfikacja konwencji elbląskiej w sprawie granic Wolnego Miasta Gdańska, 5 lutego 1808 roku

Wolne Miasto Gdańsk (fr. Ville libre de Dantzig) – autonomiczne terytorium, obejmujące miasto Gdańsk i okolice, istniejące w latach 1807–1814. Wolne Miasto Gdańsk znajdowało się pod protektoratem Prus i Saksonii, choć faktyczny protektorat sprawowała nad nim Francja. O jego utworzeniu zdecydował podpisany 9 lipca 1807 r. pokój w Tylży. Powstanie Wolnego Miasta poprzedziło długotrwałe oblężenie Gdańska przez wojska napoleońskie. W 1813 miasto zostało ponownie oblężone, tym razem przez wojska pruskie i rosyjskie. Niemal roczne oblężenie miasta doprowadziło do ogromnych strat. 2 stycznia 1814 Francuzi poddali miasto, co de facto oznaczało koniec istnienia wolnego miasta. Na kongresie wiedeńskim w 1815 zdecydowano o likwidacji Wolnego Miasta Gdańska.

## Historia Wolnego Miasta

### Oblężenie w 1807

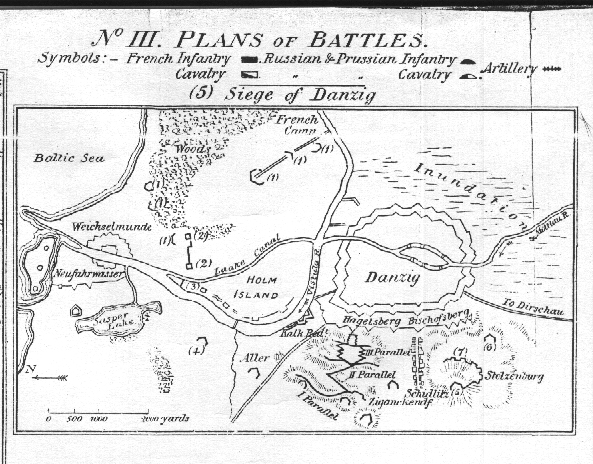
Plan oblężenia Gdańska przez wojska francuskie

Od 23 stycznia 1793 Gdańsk znajdował się pod zaborem pruskim. W okresie poprzedzającym oblężenie miasta przez wojska francuskie jego garnizon liczył 370 oficerów i 15 287 szeregowców pruskich. Garnizon posiadał również ok. 600 dział, haubic i moździerzy. Dodatkowo w mieście i w Twierdzy Wisłoujście stacjonowały rosyjskie posiłki liczące niemal 4800 ludzi. Na czele obrońców miasta stanął marszałek Kalckreuth. Ponadto wody Zatoki Gdańskiej patrolowało 6-12 angielskich fregat.
Stroną francuską dowodził marszałek Lefebvre (ur. 1755, zm. 1820). Na jego siły składały się wojska różnych narodowości (Polacy, Francuzi, Badeńczycy i Sasi), które w sumie liczyły niemal 17 tys. żołnierzy. Lefebvre był również pozbawiony ciężkich dział oblężniczych, które miały dopiero zostać ściągnięte pod Gdańsk ze Szczecina.
Działania oblężnicze zaczęły się 7 marca od zajęcia przez straż przednią wojsk francuskich Pruszcza Gdańskiego i Świętego Wojciecha. Do 10 marca został odcięty dopływ Raduni do miasta co skutkowało wstrzymaniem pracy młynów wodnych i zwiększyło problemy z zaopatrzeniem miasta w żywność. Pierścień oblężenia na lądzie zamknął się 20 marca gdy z Mierzei Wiślanej zostały wyparte wojska gen. Roquette.
26 marca garnizon miasta dokonał wypadu w celu zniszczenia okopów oblężniczych w rejonie Grodziska i Biskupiej Górki, a w efekcie opóźnienia postępów sił oblegających. Wypadu dokonano przez Bramę Oliwską i Bramę Wysoką. Wypad ten nie przyniósł spodziewanych efektów. 24 kwietnia udało się w końcu ustawić na pozycjach artylerię oblężniczą, która niezwłocznie przystąpiła do bombardowania miasta. Już następnego dnia marszałek Lefebvre zaproponował obrońcom honorową kapitulację, która została odrzucona.

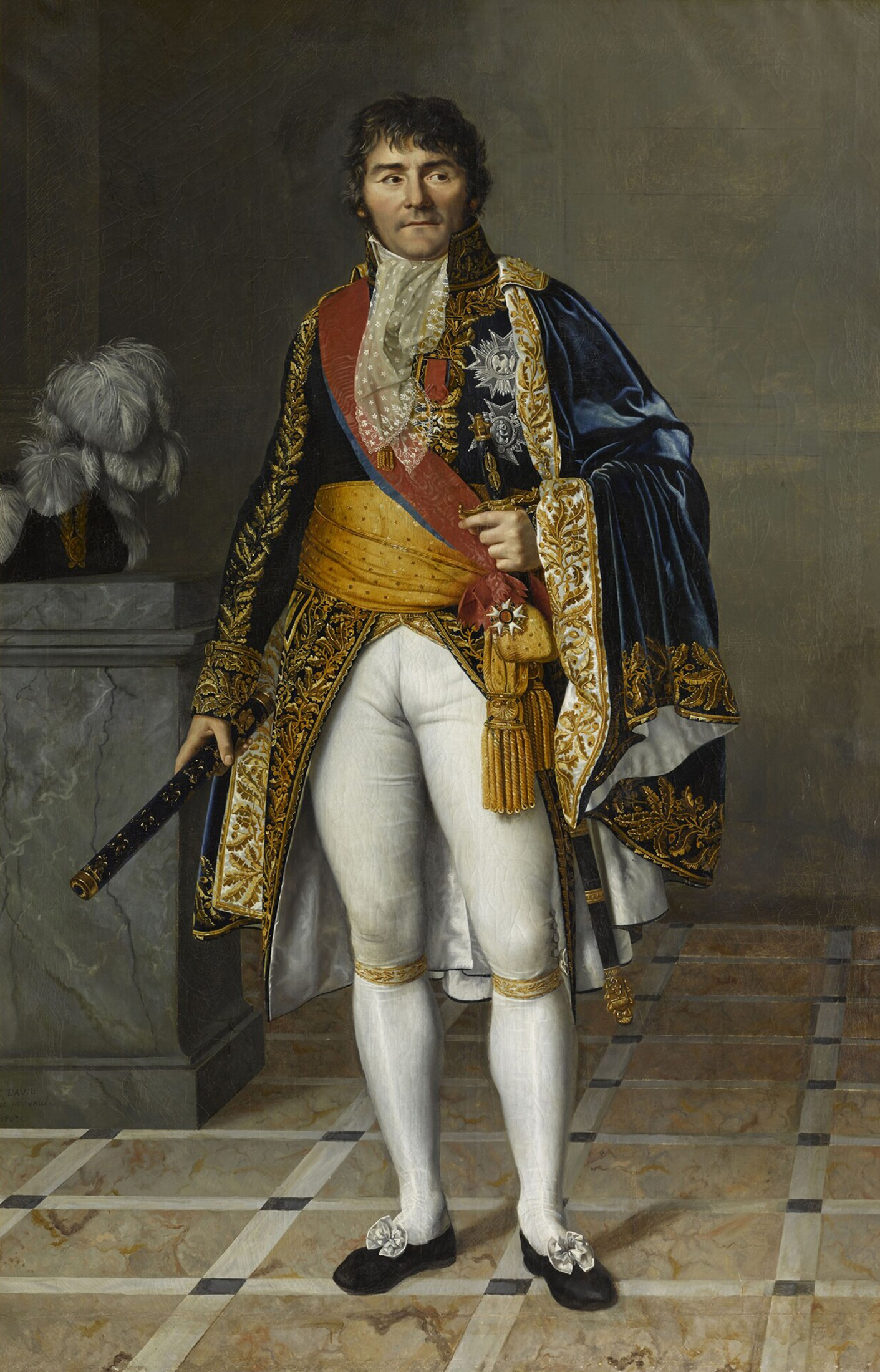
Marszałek Lefebvre

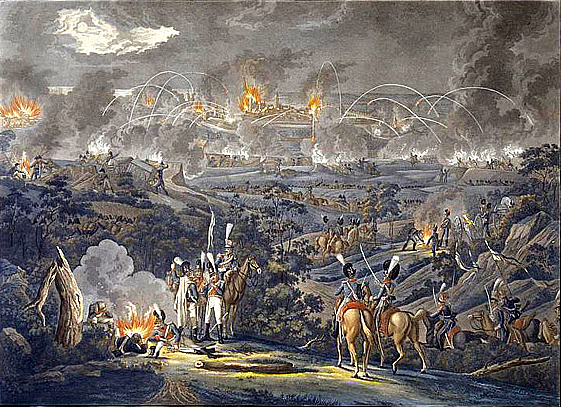
Oblężenie Gdańska w 1807, na obrazie z XIX wieku

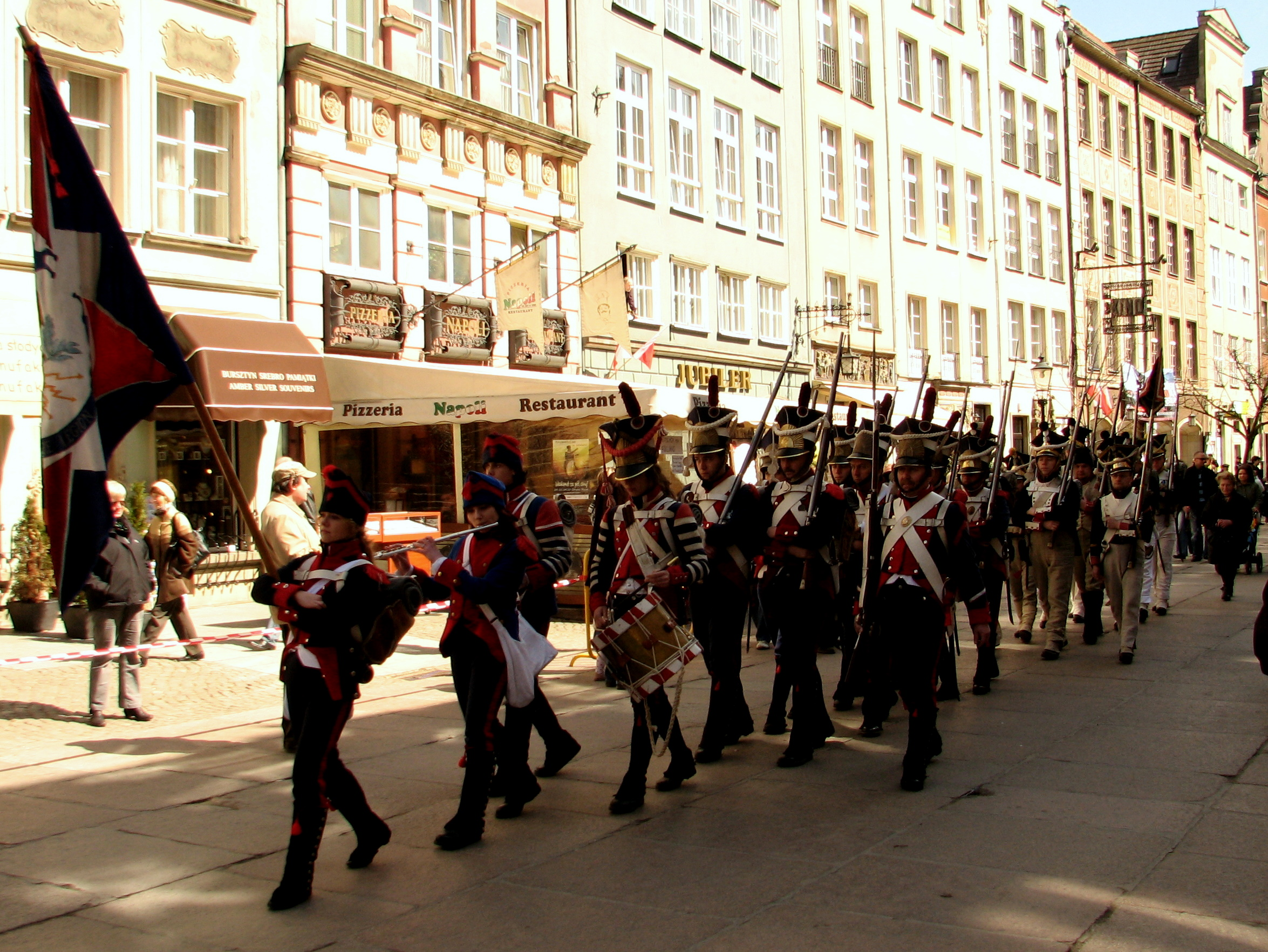
Wkroczenie wojsk francuskich do Gdańska po oblężeniu – inscenizacja z 2010

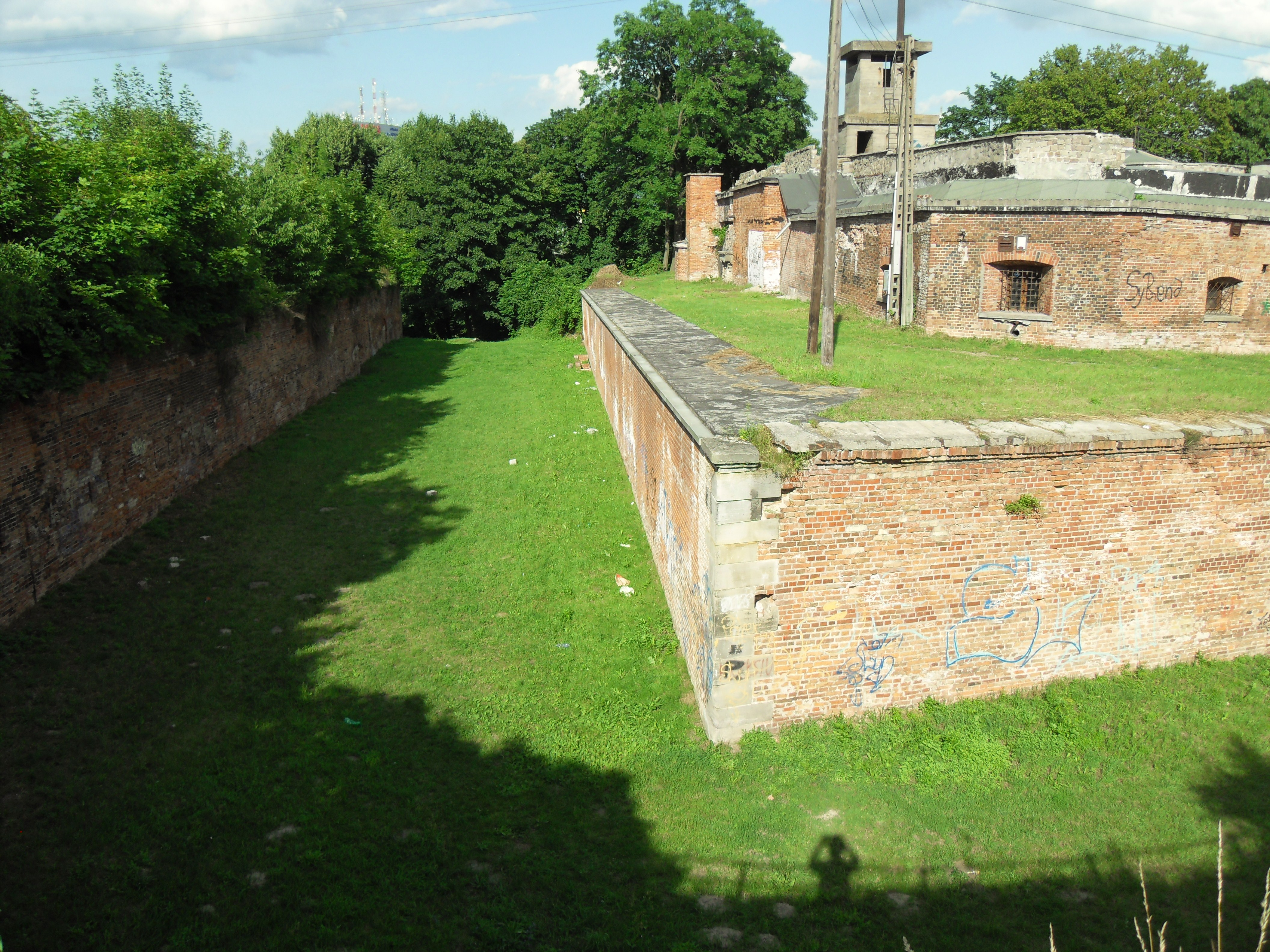
Redita Napoleońska

W trakcie pozorowanego ataku w nocy z 7/8 maja wojska francuskie zdobyły wyspę Ostrów, odcinając miasto od głównych zapasów żywności, oraz Szaniec Wapienny – wybudowany już w czasie działań wojennych pomiędzy Francją i Prusami ciąg umocnień w kierunku Wisły. Tydzień później (14/15 maja) nowodosłane posiłki rosyjskie w sile 8000 ludzi uderzyły z kierunku Twierdzy Wisłoujście, jednak zostały odparte. Ich klęska ostatecznie przekreśliła szanse na odsiecz ze strony Rosji dla oblężonego Gdańska.
Problemy z żywnością i wzrastający opór mieszkańców pchnęły dowódcę twierdzy do poddania miasta. Uroczyste wkroczenie marszałka Lefebvre do miasta odbyło się ulicą Długą 27 maja o godzinie 9 rano. 1 czerwca zaś odbył się uroczysty wjazd Napoleona do miasta. Na uroczystym obiedzie mianował głównodowodzącego oblężeniem marszałka księciem Gdańska. Ponadto obłożył miasto kontrybucją w wysokości 20 mln franków. Połowa miała zostać zapłacona w gotówce, połowa towarami i produktami.

### Proklamowanie Wolnego Miasta
Uroczystość proklamacji miała miejsce 21 lipca 1807 w Ratuszu Głównego Miasta.
Granice Wolnego Miasta zostały określone w Konwencji Elbląskiej z 6 grudnia 1807. Po lewej stronie Wisły biegły od ujścia Potoku Jelitkowskiego do Bałtyku w kierunku na zachód, zostawiając Oliwę po stronie Gdańska, dalej przez Owczarnię i Rębiechowo do rzeczki Strzelenki, następnie jej korytem do Raduni i rzeką Radunią do Pruszcza, skąd biegła do Cieplewa nad Kłodawą do ujścia rzeki Białej (Bielawy, ob. Kanał Kozi Rów Mały), dalej w górę tej rzeczki aż do Güttlander Hauptwall (grobli biegnącej od Kolnika w kierunku Wisły), następnie Motławą aż po Czatkowy, gdzie dobiegała do Wisły. Na Mierzei Wiślanej granica przebiegała zgodnie z przedrozbiorową granicą z lennymi Prusami Książęcymi 1 km za Narmeln Polskim (wieś rybacka, obecnie nieistniejąca, w Federacji Rosyjskiej).
Wycofujący się Prusacy zabrali z kasy miejskiej 2 miliony franków. W kolejnych latach Gdańsk ponosił koszty związane z utrzymaniem garnizonu francuskiego i prowadzeniem dużych prac fortyfikacyjnych. Garnizon wojskowy w 1808 składał się z 8000 żołnierzy, jednak z powodu pogarszania się stosunków z Rosją liczba żołnierzy była zwiększana. W 1813 garnizon liczył 36 000 żołnierzy.

### Oblężenie w 1813
Po klęsce Wielkiej Armii Napoleon wyznaczył linię obrony opartą o Wisłę, z Gdańskiem jako jednym z głównych punktów oporu. Francuski garnizon miasta został wzmocniony przez część wycofujących się żołnierzy pod dowództwem gen. Rappa. W sumie liczył niemal 40 tys. żołnierzy wraz z 19 generałami. Jednak w wyniku ran i chorób zaledwie 15 tys. było zdolnych do walki.
Siły rosyjskie wyznaczone do zdobycia miasta liczyły 15 tys. ludzi – było to głównie pospolite ruszenie z okolic Nowogrodu. Pierwsze oddziały pojawiły się pod miastem 15 stycznia 1813, a ich działania – w związku ze słabym wyszkoleniem – ograniczyły się do zablokowania dróg transportowych i komunikacyjnych miasta.
W dniach 5–6 marca trwało rosyjskie natarcie na Chełm, Siedlce, Orunię i Wrzeszcz, które po zaciekłych walkach zostały zdobyte. 27 kwietnia pod miasto przybył książę Aleksander Wirtemberski (ur. 1771, zm. 1833), który przejął dowództwo w oblężeniu miasta. Szacuje się, że do 1 maja francuski garnizon miasta stracił ok. 10 tys. ludzi, z czego niemal 90% w wyniku chorób.

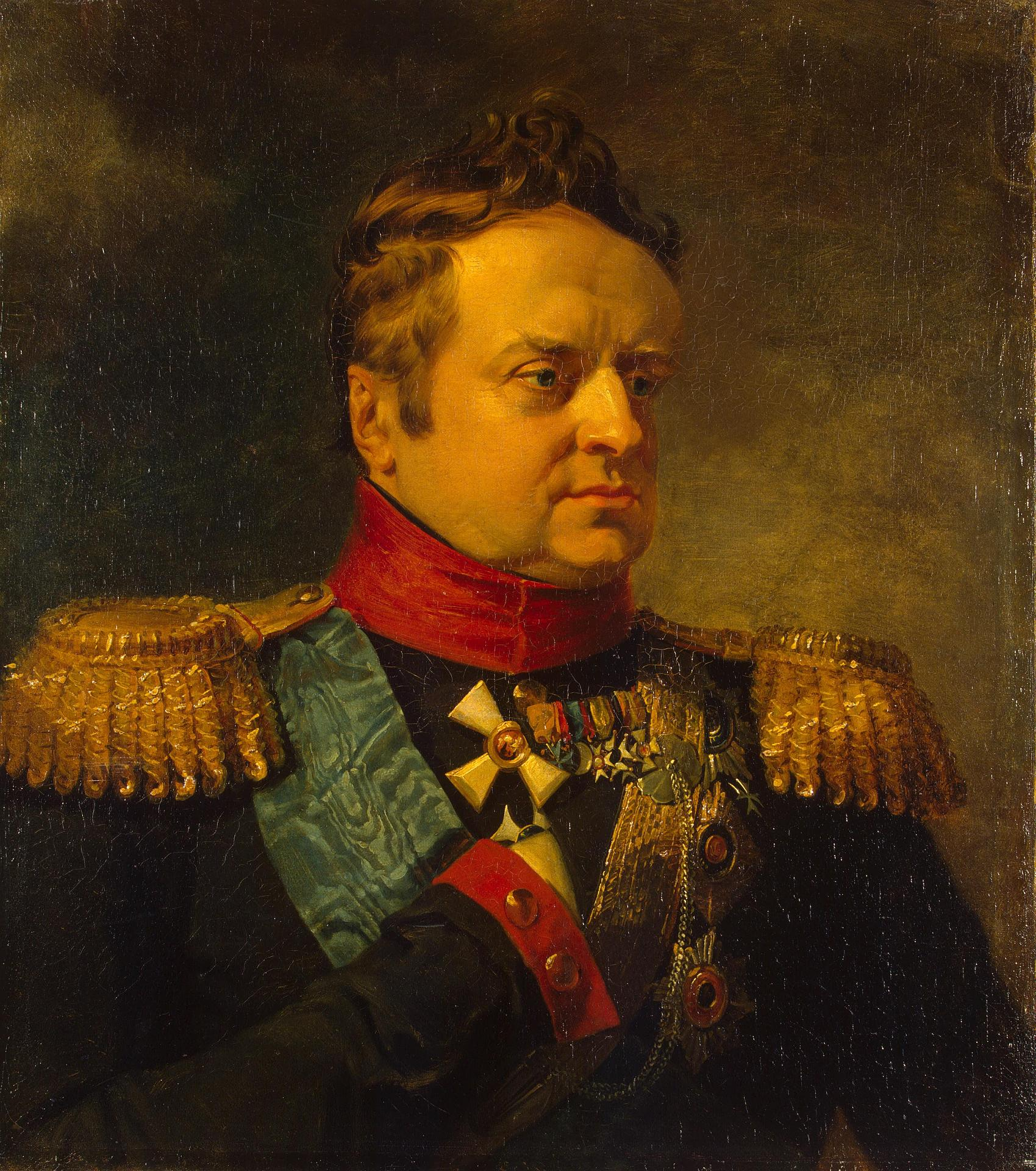
Książę Aleksander Wirtemberski

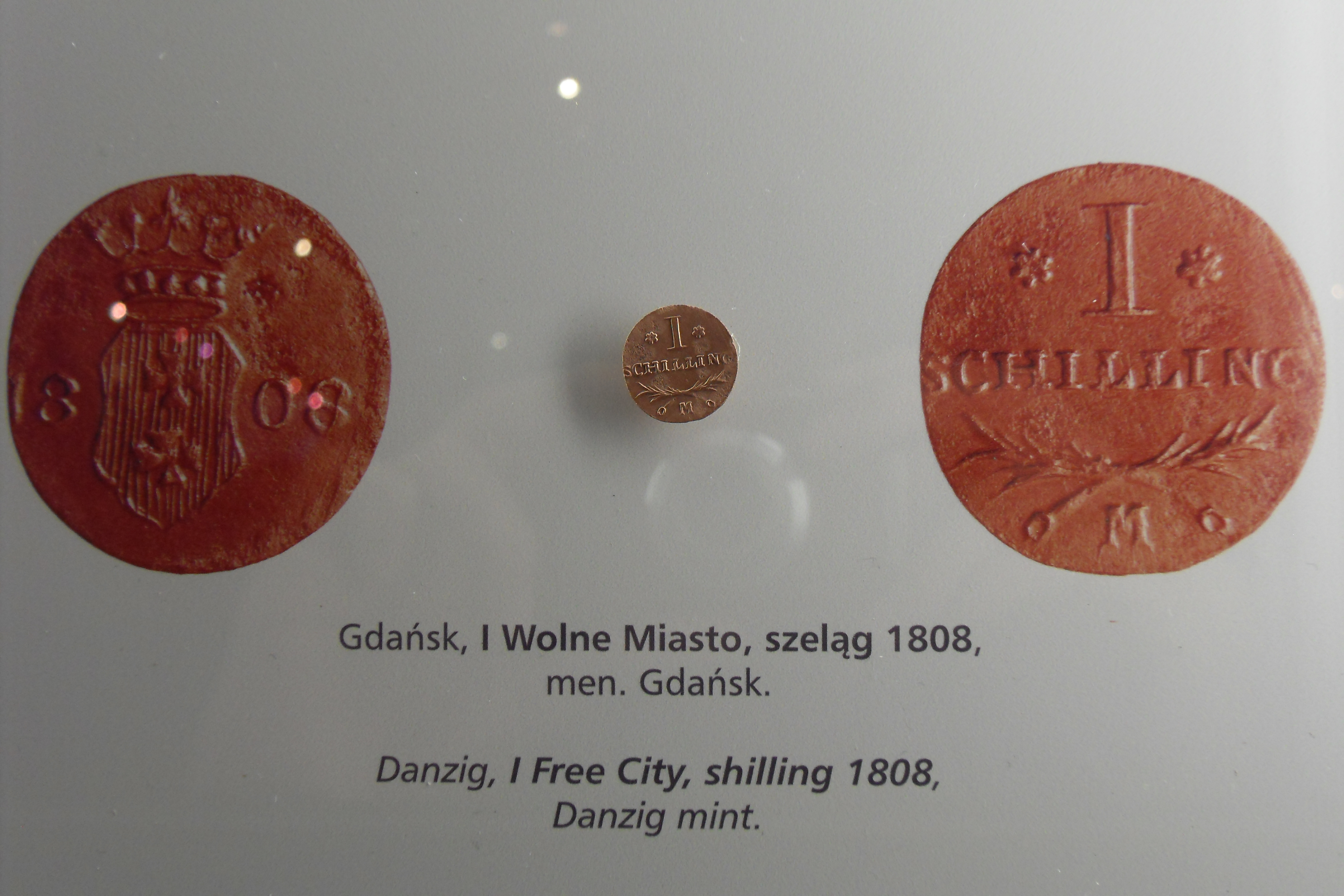
Szeląg Wolnego Miasta Gdańska z 1808

Zawieszenie broni, podpisane po bitwie pod Lützen, objęło również, w okresie od 10 czerwca do 24 sierpnia, działania pod Gdańskiem. Czas ten z jednej strony został poświęcony na wzniesienie dodatkowych fortyfikacji, z drugiej na ściągnięcie niezbędnych posiłków. Wydalono wówczas z miasta niemal 6 tys. osób, które stanowiły obciążenie dla obrońców (głównie kobiety i dzieci, a także niedołężni). Rosjanie zmusili je do pozostania na przedpolu, robiąc wyjątek tylko dla dzieci.
29 sierpnia opanowana została Jaśkowa Dolina, pod miasto dotarła również niezbędna artyleria (120 ciężkich dział, 28 haubic i 66 moździerzy). 10 października, w wyniku niespodziewanego, nocnego ataku udało się Rosjanom opanować Zaroślak, skąd mieli dogodne pozycje do prowadzenia ostrzału jednego z głównych elementów fortyfikacji miejskich – Grodziska.
W następstwie ostrzału artyleryjskiego 31 października i 1 listopada wybuchł pożar w południowej części Wyspy Spichrzów, który zniszczył wiele spichlerzy ze zgromadzonymi w nich zapasami żywności. Fakt ten, wraz z narastającymi niepokojami wśród mieszkańców, skłonił dowodzącego obroną miasta do kapitulacji (29 listopada). Jej początkowe warunki były bardzo honorowe (między innymi prawo wyjścia części oddziałów z bronią i puszczenie żołnierzy wolno do domu). Na wieść o tym, że garnizon miasta niszczy zgromadzoną w nim broń, car rosyjski zmienił warunki kapitulacji i kazał wysłać jeńców w głąb Rosji.
W wyniku oblężenia na przedmieściach miasta zostało zniszczonych ponad 1400 budynków. W samym mieście zagładzie uległo 112 domów i 197 spichlerzy. Straty wśród ludności cywilnej wyniosły 5752 osoby, z czego zaledwie 60 to ofiary śmiertelne bombardowań – reszta to zmarli w wyniku chorób i głodu.

## Gospodarka

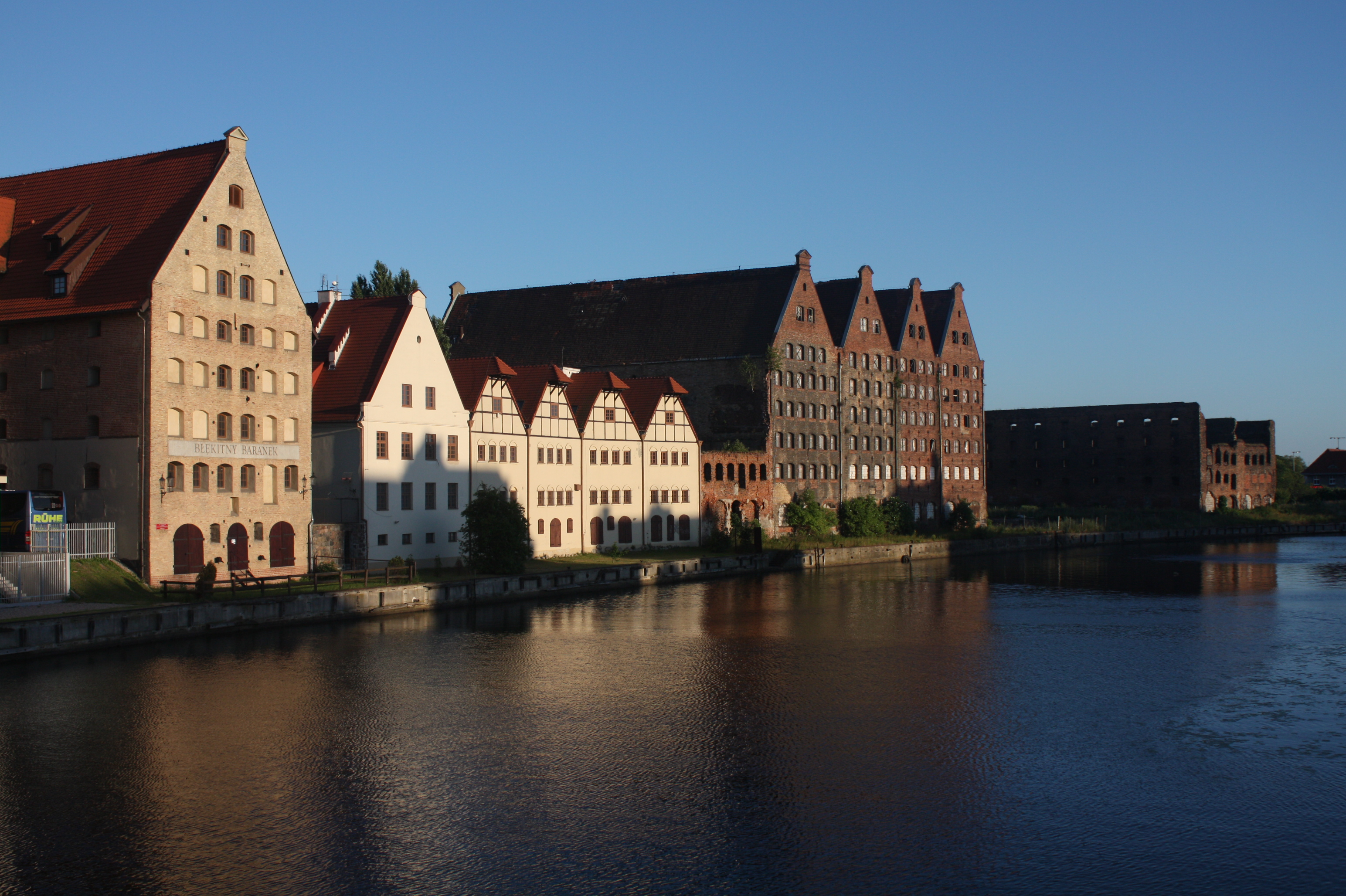
Południowa część Wyspy Spichrzów, współcześnie

Zniszczenia spowodowane działaniami wojennymi oraz zastój handlu na Bałtyku doprowadziły do licznych bankructw domów handlowych – do 1809 pozostały zaledwie 4. Główną przyczyną problemów była blokada kontynentalna narzucona przez Francję swoim sojusznikom. O skali problemu świadczyć może udział Anglii w gdańskim eksporcie zboża, który wynosił 89% w 1800 – blokada spowodowała jego załamanie. Dodatkowym obciążeniem dla eksportu zboża jako głównego źródła dochodów miasta było ponowne nałożenie ceł przez Królestwo Prus na spław towarów Wisłą.
Przypadki łamania blokady doprowadziły do utworzenia, 21 lipca 1810 w Nowym Porcie, francuskiej komory celnej. Po licznych zabiegach w celu jej zlikwidowania, Napoleon zgodził się wiosną 1811 na przekazanie dochodów pochodzących z komory do budżetu miasta.
Spłata kontrybucji przy niskich dochodach miasta była ponad siły jego budżetu. Francuski rezydent szacował, że niemal całe dochody miasta pochłania utrzymanie administracji i ciągle rozrastającego się garnizonu francuskiego. Ponadto dla towarowej części kontrybucji ceny były ustalane arbitralnie i często wielokrotnie zaniżone z powodu wzorowania ich na cenach sprzed oblężenia miasta.
Miasto zostało również zobowiązane do wykupienia zajętych po kapitulacji nieruchomości, mimo że część z nich spłonęła.

## Administracja

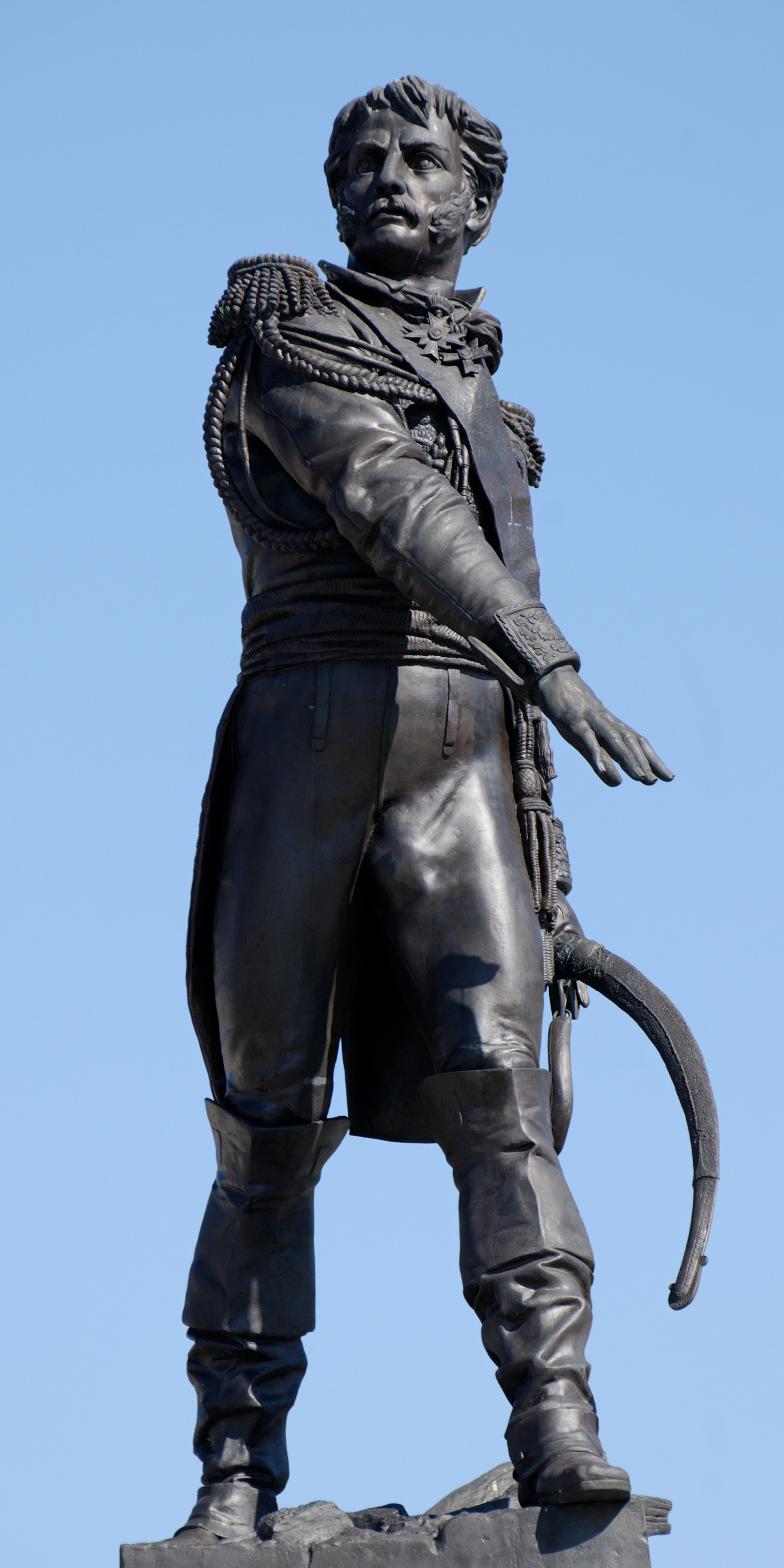
Jean Rapp na pomniku w Colmar

Na mocy postanowień z Królestwem Pruskim, jako ustrój dla miasta wybrano ten sprzed 1793. W dalszej perspektywie miała zostać uchwalona konstytucja, zmieniająca ten stan.

### Gubernator i książę Gdańska
Jako nagrodę za zwycięstwo, 1 czerwca 1807 Napoleon przyznał marszałkowi Lefebvre honorowy tytuł księcia Gdańska. Został on zatwierdzony przez Senat miasta 11 czerwca.
Utworzony w 1807 urząd francuskiego gubernatora sprawował, z krótką przerwą podczas inwazji na Rosję, aż do upadku Wolnego Miasta Gdańska generał Jean Rapp. Gubernator był bezpośrednio podległy cesarzowi i choć formalnie jego kompetencje ograniczały się tylko do spraw wojskowych, w rzeczywistości ingerował w niemal wszystkie sprawy wewnętrzne miasta.

### Administracja centralna
Najważniejszym organem miasta był Senat, składający się w początkowym okresie z 4 burmistrzów i 8 senatorów – do 1808 liczba senatorów wzrosła do 18. Do kompetencji Senatu należały kontakty z gubernatorem, obsadzanie urzędów miejskich oraz bieżące administrowanie miastem.
12-osobowa Ława (Drugi Ordynek) pełniła funkcje sądownicze.

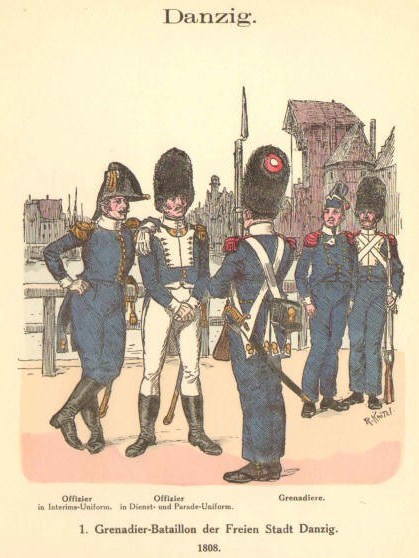
Grenadierzy WMG

Ostatnim elementem był Trzeci Ordynek, który wraz z pozostałymi dwoma brał udział w prawodawstwie i zarządzaniu miastem. Dla spraw bieżących wybierana była Komisja Szesnastu, w skład której wchodziło po czterech przedstawicieli każdego z kwartałów (w 1809 jej skład został powiększony do 24 osób).

### Administracja terytorialna
Samo miasto zostało podzielone na 4 kwartały oraz wyodrębnioną dzielnicę Stare Miasto. Pozostały obszar Wolnego Miasta Gdańska został podzielony na cztery okręgi, z których każdy podlegał jednemu z burmistrzów.

### Projekty konstytucji
W połowie listopada 1807 Senat miasta skierował do swojej deputacji w Paryżu projekt konstytucji, który przywracał dawny ustrój miasta. Po drobnych zmianach stylistycznych został on przedstawiony Champagny’emu – francuskiemu ministrowi spraw zagranicznych. Pomimo zastrzeżeń ze strony gubernatora w Gdańsku, nie został on odrzucony przez Napoleona, który traktował ów projekt jako tymczasowy, widząc w nim jednocześnie szansę na zjednanie sobie miasta.
Najprawdopodobniej na polecenie generała Rappa własny projekt opracował Gottlieb Hufeland. Jego propozycje dążyły do wzmocnienia pozycji prezydenta Senatu. Mimo że prace były otoczone tajemnicą, informacje o nich przedostały się do Senatu. Protesty, które wpłynęły do cesarza po złożeniu tego projektu, spowodowały odłożenie go ad acta.

## Ciekawostki
W Gdańsku, przy obecnej ulicy Abrahama, na obrzeżu Lasów Oliwskich, u wylotu Doliny Samborowo i wylotu Zielonej Doliny znajdowała się posiadłość zwana VI Dworem. W głównym budynku tej posiadłości (albo w I Dworze) w 1807 roku stacjonował Napoleon Bonaparte.